# Waldheimia stoliczkae
Waldheimia stoliczkae là một loài thực vật có hoa trong họ Cúc. Loài này được (C.B.Clarke) Ostenf. miêu tả khoa học đầu tiên năm 1922.